# シテの花 -能楽師・葉賀琥太朗の咲き方-
『シテの花 -能楽師・葉賀琥太朗の咲き方-』（シテのはな のうがくし はがこたろうのさきかた）は、壱原ちぐさによる日本の漫画作品。監修は宝生流二十代宗家 宝生和英。『週刊少年サンデー』（小学館）にて、2024年47号から連載中。壱原ちぐさとしては前作「朱月事変」完結から1年1か月ぶりの連載となる。

## 沿革
2024年10月16日発売の『週刊少年サンデー』2024年47号で連載スタート。
単行本第1巻が発売された際には、末永裕樹からコメントが寄せられた。

## あらすじ
大人気ダンスボーカルグループで活躍するも何かやりきれなさを感じていた葉賀琥太朗。ある日、琥太朗は公演中顔に傷を受ける事故にあってしまい、芸能界引退を発表する。しかし亡くなった祖母の残したチケットによって能の世界に入ることとなる。

## 登場キャラクター
葉賀琥太朗（はが こたろう）
主人公。16歳男子高校生。赤髪短髪。周りからコタと呼ばれる。ダンスボーカルグループDAZE所属時はkotaと名乗っており、メンバー一のダンススキルを持っているがそれ以外が不器用でめだちたがりな屋。ある日の公演中顔に大やけどを負って、芸能界引退発表。ただ亡き祖母の縁で見た能に感銘を受けてこの世界へ入ることを決める。
宝華至龍（ほうげ しりゅう）
シテ方宝華流能楽師二十三世宝華宗家の長男。青髪短髪。琥太朗が怪我を負った公演をたまたま見ていた。琥太朗の舞を見たことで実力を買って能の世界へ呼び込む。
Chika(チカ)
ダンスボーカルグループDAZEの女性メンバー。琥太朗に色々とフォローしている。ある日の公演にて演出装置の誤作動で火が身体に迫ってくるが琥太朗によって助けられるもその結果琥太朗が芸能界引退を決めるきっかけとなる怪我をしたため、落ち込んでいる。
森（もり）
黒髪長髪女性。宝華会事務所事務員。最初初心者の琥太朗に戸惑うが、実際の舞を見たことで歓迎する。
鳥羽瀬一礼（とばせ かずのり）
シテ方宝華流能楽師。黒髪短髪眼鏡。至龍を若と呼ぶ。元芸能人の琥太朗をよく思っておらず、至龍に未来の家元としてしっかりするように警告する。
丑満泰山（うしみつ たいざん）
シテ方宝華流能楽師。白髪短髪。五大家の一人。至龍からの指示で琥太朗の師匠になる。少しずつ上達する琥太朗を買っていく。
卯ノ花璃乃（うのはな りの）
女子高校生。黒髪長髪。小学校から能を学んでおり、女流での能楽師を目指している。能楽師オタクで一緒に頑張る琥太朗を色々アドバイスする。

## 用語
DAZE（デイズ）
琥太朗が所属した男女混合ダンスボーカルグループ。デビュー3周年を迎えていた。琥太朗が抜けたので現在は6人で活動中。
シテ方宝華流（シテかたほうげりゅう）
至龍らが所属する能の流派。
鳩岡八幡神社（はとおかかちまんじんじゃ）
東京都渋谷区にある神社で宝華流の稽古場がある。モデルは八幡神社。

## コラボレーション
2024年10月25日、能の企画夜能とのコラボを行った。

## 書誌情報
- 壱原ちぐさ『シテの花 -能楽師・葉賀琥太朗の咲き方-』小学館〈少年サンデーコミックス〉、既刊3巻（2025年8月18日現在）
  1. 2025年3月18日発売[3][5]、ISBN 978-4-08-893608-6
  2. 2025年5月16日発売[6]、ISBN 978-4-09-854119-5
  3. 2025年8月18日発売[7]、ISBN 978-4-09-854213-0